# Андре Мазон
Андре Мазон (на френски: André Mazon) е френски филолог славист. Мазон е професор в парижкия Колеж дьо Франс, член на няколко научни академии и чуждестранен член на Българската академия на науките, почетен доктор по славянска филология на Софийския университет.
Изследва българските говори и фолклор в Албания (вижте Бобощица) и Югозападна Македония. Пише трудове по древноруска и руска класическа литература, по руски и чешки език и славянски фолклор. Извършва активна научна дейност в областта на френската и европейската славистика.

## Биография
Роден е на 7 септември 1881 година в Париж, Франция. Учи в Сорбоната и Пражкия университет. Започва своята научна кариера в Русия, където четири години преподава френски език в Харковския университет (1905 – 1908). Докато е в Харков изучава руски език и класическа руска литература. Първите му руски интереси, които продължават до края на живота му, са насочени към руската филология, а по-късно и към българистиката.
От 1909 до 1914 г. е научен секретар в Института за живи източни езици в Париж. През лятото на 1914 посещава България с научна цел – да се запознае по основно с българския народ, с неговия бит, култура, език и литература, но избухването на Първата световна война го връща във Франция. През есента на 1915 г. е мобилизиран на Солунския фронт и остава там до края на войната. Докато е на фронта има възможност да слуша жива българска реч и да записва много фолклорни материали.
След войната става професор по славянски езици и литература в Страсбургския университет (1919 – 1923), а от 1924 до 1952 в Колеж дьо Франс, където наследява катедрата на френския славист Луи Леже. От 1937 г. ръководи Института по славянознание в Париж, вицепрезидент е на Международния комитет на славистите (1958 – 1967).
Мазон е един от основателите и членовете на редколегията на парижкото славистично списание „Revue des études slaves“ (1921).
Умира на 13 юли 1967 година в Париж на 85-годишна възраст.

## Научна дейност
Като лингвист Мазон е автор на труд върху употребата на видовите форми на руския глагол (1914) и на разработка за измененията в руската лексика в годините на войната и революцията (1920), която е първият научен поглед върху езиковите реалии на съветската епоха. Мазон пише и кратки граматики на чешкия (1921) и руския език (1943).
Като литературовед Мазон се занимава с описание на балканския фолклор и основно с руската класическа литература на XIX век. Защитава дисертация за творчеството на Иван Гончаров (1914), публикува запазените в Париж ръкописи на Тургенев, в много трудове изследва творчеството на почти всички големи писатели от Пушкин и Шевченко до Достоевски и Толстой.
Мазон е един от малкото професионални филолози слависти сред скептиците по проблема със „Слово за похода на Игор“ и смята произведението за късно подражание на „Задонщината“ (Le Slovo d’Igor, 1940, и много други трудове). Аргументите на Мазон се разглеждат и критикуват многократно (подробна критика на всеки аргумент на Мазон може да се открие у Роман Якобсон 1947 г.).

## Съчинения
- Contes slaves de la Macédoine sud-occidentale (Славянски приказки от Югозападна Македония, 1923)
- Manuscrits parisiens d'Ivan Tourgueniev (1930)
- Documents, contes et chansons slaves de l’Albanie du Sud (Paris, 1936)
- Grammaire russe (1944)